# Black Lace

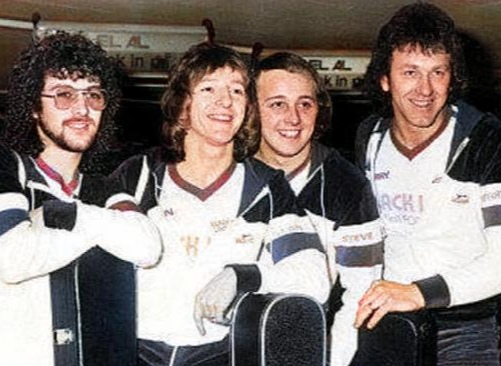
Black Lace (1979) Colin Gibb, Alan Barton, Terry Dobson und Steve Scholey

Black Lace war eine britische Pop-Band, deren größter Hit die Single Agadoo, eine Coverversion des Saragossa-Band-Hits von 1981, war.

## Biografie
Gegründet 1970, noch als Quartett, gelangte die Band zu Bekanntheit, als sie für Großbritannien am Eurovision Song Contest 1979 in Jerusalem mit dem Lied Mary Ann den siebten Platz belegte. Nach der zweiten Single, So Long, Suzi Baby und einem Gastspiel im Fernsehen der DDR in der Sendung rund löste sich die Band zunächst auf.
Größeren Erfolg hatte das wiedergegründete Bandprojekt Black Lace in den 1980er Jahren, nun aber als Duo in der Besetzung Alan Barton und Colin Routh. Mehrere Lieder schafften den Sprung in die britischen Top 10. Zunächst kletterte Superman (Gioca Jouer) im Herbst 1983 auf Platz 9 der Britischen Charts. Der Titel Agadoo, der im Original von der Saragossa Band stammt, wurde im Sommer 1984 zum größten Hit der Gruppe, stieg bis auf Platz 2 und hielt sich über 30 Wochen in den UK-Charts. Mit Do the Conga, das Ende des Jahres Platz 10 erreichte, schaffte Black Lace ein drittes und letztes Mal den Sprung in die Top 10. Bis 1989 platzierten sich fünf weitere Singles auf mittleren Positionen der heimatlichen Hitparade.
Die bekannteren Titel von Black Lace werden in Diskotheken insbesondere in England sowie in spanischen und tunesischen Urlaubsgebieten gespielt und haben auch Eingang in die spanische Kinderanimation der Mini Disco gefunden. Einige Titel gibt es mittlerweile in Coverversionen, etwa von DJ Ötzi oder Hot Banditoz.
Zwei Bandmitglieder sind inzwischen verstorben. Alan Barton erlag am 23. März 1995 im Alter von 41 Jahren den Verletzungen, die er wenige Tage zuvor bei einem Verkehrsunfall erlitten hatte. Colin Gibb starb am 2. Juni 2024 im Alter von 70 Jahren.

## Mitglieder
- Steve Scholey (* 1953) – Leadgesang – bis 1981
- Alan Barton (1953–1995) – Backgroundgesang, Gitarre – ab 1981 Leadgesang
- Colin Gibb (eigentlich Colin Routh, 1953–2024) – Bass, Gitarre, Backgroundgesang
- Terry Dobson (* 1952) – Schlagzeug, Backgroundgesang – bis 1981

## Diskografie

### Alben
| Jahr | Titel         | Höchstplatzierung, Gesamtwochen, AuszeichnungChartsChartplatzierungen (Jahr, Titel, Platzierungen, Wochen, Auszeichnungen, Anmerkungen) | Anmerkungen                                                       |
| Jahr | Titel         | UK | Anmerkungen                                                       |
| ---- | ------------- | --- | ----------------------------------------------------------------- |
| 1984 | Party Party   | UK4 Platin · (14 Wo.)UK | Produzenten: Black Lace, Neil Ferguson Woodland Recording Studios |
| 1985 | Party Party 2 | UK18 Silber · (6 Wo.)UK | mit Coversongs von Village People, Boney M., Ottawan u. a.        |
| 1986 | Party Crazy   | UK58 (6 Wo.)UK | B-Seite: Party Medley                                             |

Weitere Alben
- 1984: Black Lace
- 1984: Get Up and Dance!
- 1985: Get Up and Dance 2
- 1987: 16 Greatest Party Hits
- 1989: Twenty All Time Party Favourites
- 1993: Action Party
- 1994: 16 Great Party Icebreakers
- 1994: Saturday Night
- 1996: The Very Best Of
- 1996: Black Lace Live
- 1997: Greatest Hits
- 1998: What a Party
- 1999: Going to a Party
- 2001: Party, Party, Party
- 2003: The Blue Album
- 2005: In Paradise
- 2007: Greatest Hits 2

### Singles
| Jahr | Titel Album                                         | Höchstplatzierung, Gesamtwochen, AuszeichnungChartsChartplatzierungen (Jahr, Titel, Album, Platzierungen, Wochen, Auszeichnungen, Anmerkungen) | Anmerkungen                                                                 |
| Jahr | Titel Album                                         | UK | Anmerkungen                                                                 |
| ---- | --------------------------------------------------- | --- | --------------------------------------------------------------------------- |
| 1979 | Mary Ann Black Lace                                 | UK42 (4 Wo.)UK | Platz 7 beim Eurovision Song Contest 1979 Autor und Produzent: Peter Morris |
| 1983 | Superman (Gioca Jouer) Get Up and Dance!            | UK9 Silber · (20 Wo.)UK | Autoren: Claudio Cecchetto, Claudio Simonetti                               |
| 1984 | Agadoo Get Up and Dance!                            | UK2 Gold · (37 Wo.)UK | Original: Saragossa Band (1981)                                             |
| 1984 | Do the Conga Get Up and Dance!                      | UK10 (10 Wo.)UK | Autor: Mick Flinn                                                           |
| 1985 | El vino collapso –                                  | UK42 (5 Wo.)UK | Autor: Nigel Hopkins                                                        |
| 1985 | I Speaka da Lingo Party Party 2                     | UK49 (5 Wo.)UK | Autoren: Alan Barton, Anthony Monn, M. Shepstone, N. Hopkins, R. Pietsch    |
| 1985 | The Hokey-Cokey Get Up and Dance 2                  | UK31 (7 Wo.)UK | Autor: Jimmy Kennedy                                                        |
| 1986 | Viva la Mexico –                                    | UK79 (3 Wo.)UK | Autoren: Alan Barton, Andrea Tobben, Klaus Büchner, Raymond Voß             |
| 1986 | Wig Wam Bam Party Crazy                             | UK63 (8 Wo.)UK | Original: The Sweet (1972) Autoren: Nicky Chinn und Mike Chapman            |
| 1989 | I Am the Music Man Twenty All Time Party Favourites | UK52 (3 Wo.)UK | Medley                                                                      |
| 1990 | Gang Bang –                                         | UK90 (3 Wo.)UK | Autor: Alan Barton                                                          |
| 1994 | Bullshit –                                          | UK83 (2 Wo.)UK | Autor: unbekannt                                                            |
| 1996 | The Electric Slide –                                | UK83 (1 Wo.)UK | Autor: Alan Barton                                                          |

Weitere Singles
- 1979: So Long, Suzi Baby
- 1983: Bird Dance
- 1983: Hey You
- 1985: X-Rated
- 1986: Viva la Mexico
- 1986: Gang Bang
- 1993: Agadoo (106 Dance Mix)
- 1994: Bullsh*t (Cotton Eyed Joe)
- 1995: Electric Slide
- 2000: Follow the Leader